# Katastrofa lotu Chalk's Ocean Airways 101
Katastrofa lotu Chalk’s Ocean Airways 101 – wypadek lotniczy, który wydarzył się u wybrzeży Miami. W jego wyniku zginęło 20 osób.

## Samolot
Samolot, który uległ wypadkowi to łódź latająca Grumman G-73T wyposażona też w podwozie – umożliwiające start z lądu, jak i z wody – o numerze rejestracyjnym N2969 została wyprodukowana w 1947 roku.

## Przebieg zdarzenia
Start maszyny z wody z nieplanowanego postoju na wyspie Watson nastąpił z 20 osobami na pokładzie. Po 60 sekundach lotu od samolotu w spokojnej atmosferze oderwało się prawe skrzydło, po czym nastąpił wybuch oparów paliwa i maszyna runęła do oceanu z wysokości ok. 500 stóp (152 m). Wszyscy zginęli. Według naocznych świadków maszyna runęła w chwilę po oderwaniu się skrzydła. Po znalezieniu rejestratora rozmów w kabinie okazało się, że nie można nic konstruktywnego odczytać – rejestrator nie posiadał sprawnej głowicy kasującej – w wyniku czego wiele rozmów nałożyło się na siebie uniemożliwiając odczyt. Dokumentacja napraw maszyny wykazała wcześniejszą awarię silnika. Jednak zbadanie obu silników wykluczyło awarię. Natomiast prawe skrzydło, które się urwało, miało liczne pęknięcie zmęczeniowe i mechanicy wielokrotnie naprawiali to skrzydło – uszczelniając od środka (wycieki paliwa) i mocując nakładki na pękniętym pokryciu płata od spodu. W końcu przy feralnym locie pęknięcie na dolnej krawędzi skrzydła osiągnęło punkt kulminacyjny i skrzydło oderwało się.

## Obywatelstwo ofiar wypadku
| Państwo           | Pasażerowie | Załoga | Ogółem |
| ----------------- | ----------- | ------ | ------ |
| Bahamy            | 11          | 0      | 11     |
| Stany Zjednoczone | 7           | 2      | 9      |
| Razem             | 18          | 2      | 20     |